# Pu-Abi
Pu-Abi (akkadisk for "Min fars ord") – på sumerisk menes tegnene at være udtalt Shubad, men på akkadisk som Pu-Abi, eller mere korrekt, som Pu-Abum – blev fundet gravlagt i oldtidsbyen Ur i Sumer, (Mesopotamien). Selv om hun boede i en sumerisk bystat, var hun faktisk akkader, hvad der tyder på en høj grad af kulturudveksling og gensidig påvirkning mellem sumererne og deres semitiske naboer. 

## Identifikation
I graven lå der tre cylindere af lapis lazuli med relieffer, der viser banketter.  Man har tolket det til, at ejeren var en kvinde, fordi en mands segl normalt havde relieffer af kampscener. Kileskriften på den ene, der lå ved afdødes højre skulder, tjente som identifikation af den døde. Tegnene læses som Pu-abi nin. Det sumeriske ord nin (akkadisk eresh, som i navnet Ereshkigal) kan betegne både en dronning eller en præstinde. Pu-Abi kan have været præstinde i måneguden Nannas tjeneste, herre over zigguraten i Ur. Da en sumerisk kvinde ellers altid blev nævnt sammen med sin mand - mens Pu-Abis segl ikke nævner nogen ægtefælle – kan det også tænkes, at hun har været en regerende dronning. Materialet lapis lazuli stammer fra Afghanistan, og viser, hvor vidt forgrenede datidens handelsruter var; men også, hvilken standsperson, Pu-Abi har været, når hun ejede noget så eksotisk.

## Gravkammeret
Pu-Abi var omkring 40 år gammel og lå på en forhøjning af træ. Hun var gravlagt sammen med kostbare skatte, bl.a. flere slags hovedpynt i guld, sit segl, og diverse smykker som ringe og halskæder. Fundet var helt ekstraordinært, idet hendes grav – i lighed med Tutankhamons - ikke var udsat for gravplyndring. Sammenlagt vejede smykkerne fjorten pund. Guldpynten på hendes diadem blev oprindeligt beskrevet som kornstængler, men er senere identificeret som æbler og blomster fra daddelpalmen, som tænkes at have været symboler på frugtbarhed. Guld findes ikke i Mesopotamien, så det må være indført fra Iran eller Anatolien.
Sammen med Pu-Abi lå der mere end 70 andre skeletter i graven. Man har tænkt sig, at hendes tjenere fulgte hende frivilligt i døden; to lå i kammeret hos hende, den ene sammenkrøbet ved hendes hoved, den anden ved hendes fødder. Men da Penn-museet i Pennsylvania foretog en undersøgelse af kranier fra en kvinde og en soldat, fandtes begge kranier skadet af et kraftigt slag før døden. Slaget var også dødsårsagen. Tilsvarende analyser af kranier fra forskellige grave i Ur tyder på, at i stedet for at være forgiftet, er personerne blevet dræbt ved et kraftigt slag mod hovedet. Bagefter prøvede man at bevare ligene ved en kombination af varmebehandling og kviksølv. Til sidst blev de pyntet og lagt på rad i gravkamrene. 
Sir Leonard Woolley, den kendte britiske arkæolog, stod for udgravningen, sammen med godt 1.800 andre grave ved "Urs kongelige gravsted" af Woolley og hans hold mellem 1922 og 1934.